# Toscane Tori
Toscane Tori, née le 3 mars 2004, est une escrimeuse française pratiquant le Sabre.

## Biographie
Toscane Tori devient championne d'Europe cadette en février 2020 à Poreč en Croatie. En 2024, elle est championne du monde junior de sabre par équipe. Elle suit des études de gestion à l’université Paris Dauphine et depuis septembre 2024, elle intègre le pole de l'INSEP.
En juin 2025, Clapier participe aux championnats d'Europe 2025 et remporte une médaille d'or dans l'épreuve par équipe. Le mois suivant, elle a participé aux championnats du monde et, si elle est éliminée dès son entrée dans le tournoi individuel par l'Espagnole Navarro, elle remporte la médaille d'or dans l'épreuve de sabre par équipes.

## Palmarès
- Championnats du monde
  -  Médaille d'or par équipes aux championnats du monde d'escrime 2025 à Tbilissi

- Championnats d'Europe
  -  Médaille d'or par équipes aux championnats d'Europe 2025 à Gênes